# Подгорное (Сахалинская область)
Подго́рное — село в Тымовском городском округе Сахалинской области России.

## География
Село находится на расстоянии 5 км к юго-западу от посёлка городского типа Тымовское, административного центра округа. 

## История
Село названо 15 октября 1947 года по своему расположению у подножия горы.

## Население
| 2002 | 2010 | 2013 | 2021 |
| ---- | ---- | ---- | ---- |
| 264  | ↘156 | ↘138 | ↘68  |

### Половой состав
Согласно результатам переписи 2002 года, в селе проживало 264 человека (140 мужчина и 124 женщины).

### Национальный состав
Согласно результатам переписи 2002 года, в национальной структуре населения русские составляли 90 % из 264 чел.